# Beauty's Worth
Beauty's Worth er en amerikansk stumfilm fra 1922 af Robert G. Vignola.

## Medvirkende
- Marion Davies som Prudence Cole
- Forrest Stanley som Cheyne Rovein
- June Elvidge som Amy Tillson
- Truly Shattuck som  Mrs. Garrison
- Lydia Yeamans Titus som Jane
- Hallam Cooley som Henry Garrison
- Antrim Short som Tommy
- Thomas Jefferson som Peter